# Teatro Verde
El Teatro Verde (en azerí: Yaşıl teatr) es un teatro al aire libre en Bakú, capital de Azerbaiyán. Los asientos del teatro dan cabida a 2500 espectadores. El teatro fue construido a mediados de la década de 1960 por iniciativa de las autoridades de la ciudad en la época Alish Lambaranski. El Teatro Verde fue construido como un lugar destinado a importantes eventos culturales. En 1993, el espacio dejó de funcionar. Sin embargo, en agosto de 2005, Ilham Aliyev, Presidente de Azerbaiyán ordenó llevar a cabo reparaciones en el teatro. El 25 de julio de 2007, Hajibala Abutalybov, el entonces alcalde de Bakú, firmó un decreto sobre la creación del Complejo de conciertos Teatro Verde de Bakú.